# Rolepa demerara
Rolepa demerara är en fjärilsart som beskrevs av William Schaus 1927. Rolepa demerara ingår i släktet Rolepa och familjen silkesspinnare. Inga underarter finns listade.